# Casa Camprubí (Cornellà de Llobregat)
La casa Camprubí és un edifici situat a la carretera de Sant Joan Despí a Cornellà de Llobregat, catalogat com a bé cultural d'interès local.

## Història
Va ser construïda l'any 1927 per l'arquitecte Josep Maria Jujol per encàrrec de Cebrià Camprubí i Nadal, cultivador de roses de jardí. El 1997 va ser adquirida per l'empresa Einsmer, que la va restaurar.
La casa continua rodejada de camps de flors dins el parc del Canal de la Infanta, i està inclosa al Pla Parcial Fatjó de l'Ajuntament de Cornellà de Llobregat per a protegir l'edifici i el seu entorn immediat.

## Descripció
És una casa unifamiliar de tipus burgès formada per tres cossos cúbics juxtaposats a diferents alçades de manera gradual i un cos cilíndric més petit adossat al cos principal. Les cobertes són de teula romana formant teulades a quatre vessants (exceptuant el sostre pla de la terrassa del primer pis) i les finestres es disposen de forma asimètrica.
L'estil és propi de la seva cronologia, tot cercant els volums rectilinis i quadrangulars contrastats en dimensions, dins un noucentisme no exempt d'historicismes, com el neomedievalisme, i imitant els volums d'un castell medieval, amb l'esmentada torre semicilíndrica a la torre quadrangular més alta.
En la decoració exterior destaca la ceràmica esmaltada i trencadís. També són elements destacables les baranes típiques de Jujol a base de barres torçades i els esgrafiats amb motius florals i camperols.